# Центральное бюро разведки и действия
Центральное бюро разведки и действия (фр. Bureau central de renseignements et d'action, BCRA) — орган разведки и тайных операций «Сражающейся Франции» во время Второй мировой войны. Основано в июле 1940 генералом де Голлем, претерпело ряд реорганизаций и в 1943 году преобразовано в Генеральный директорат специальных служб (DGSS).

## Создание
После разгрома Франции в 1940 году режим Виши организовал свою спецслужбу — Центр правительственной информации, CIG), под руководством адмирала Ф.Дарлана.
В свою очередь, Правительство Франции в изгнании под руководством Ш.де Голля 1 июля 1940 года создало собственную разведывательную службу, которую возглавил майор А.Деваврен. Эта организация первоначально называлась Второе бюро, чтобы подчеркнуть преемственность от военной разведки Третьей республики, 15 апреля 1941 была переименована в Службу разведки (фр. Service de Renseignements, SR), 17 января 1942 переименована в Центральное бюро разведки и военных действий (фр. Bureau central de renseignements et d’action militaire, BCRAM), и 1 сентября 1942 получила наименование Центральное бюро разведки и действия (фр. Bureau central de renseignements et d'action, BCRA).

## Организационная структура
Первоначально организация состояла только из разведывательного отдела (R) под командованием капитана Андре Мануэля (псевдоним — «Паллада»), который работал в тесном сотрудничестве с британской разведкой MI-6. Впоследствии были созданы другие подразделения:
- Военных действий (A/M, Action militaire): создано 10 октября 1941 года под командованием капитана Раймона Лажьера (ака «Bienvenüe») и Фреда Скамарони;
- Организации переправки из Франции (Évasion, E), создано 10 октября 1941 года под командованием лейтенанта Митчелла «Брика», работавшего с британской MI9;
- Шифровальное (Chiffre), создано 10 октября 1941 года под руководством Жоржа Леко («Друо»);
- Контрразведки (Contre-espionnage, CE)) создано 16 декабря 1941 года, под командованием Рожера Варена (он же Рожер Вибо) и Станисласа Магена;
- Исследований и координации (Études et coordination, A/EC), создано 28 марта 1942 года под руководством Мориса Дюкло;
- Документации и проникновения (Documentation et diffusion, DD), создано 3 июля 1942 года;
- Политическое (Politique, N/M = non militaire), создано 4 августа 1942 года под командованием Жака Бингена, Жан-Пьера Блоха и Луи Валлона.

Из-за соперничества между де Голлем и А. Жиро за влияние в Свободной Франции некоторое время действовали параллельно конкурирующие спецслужбы:
- BCRA, со штаб-квартирой в Лондоне под руководством Андре Деваврена (разведка де Голля)
- BRAA, бюро разведки и действия с штаб-квартирой в Алжире, под руководством полковника Луи Риве и Поля Пеллоля (разведка Жиро).

Между А. Жиро и Ш. де Голлем в 1943 году было достигнуто соглашение об объединении спецслужб в новую структуру — Генеральный директорат специальных служб (фр. General Directorate for Special Services DGSS), созданный в октябре 1943 под руководством Ж.Сустеля. Луи Риве ушел в отставку в знак протеста.

## Реорганизация
В 1944 году DGSS был реорганизован в Генеральный директорат по исследованиям и анализу (фр. Direction générale des études et recherches, DGER), который, в свою очередь, в 1945 был преобразован в Службу внешней документации и контрразведки (англ. Service de documentation extérieure et de contre-espionnage, SDECE), просуществовавшую до 1982 года.